# Деспина
О дочери сербского князя Лазаря см. Деспина Лазаревна

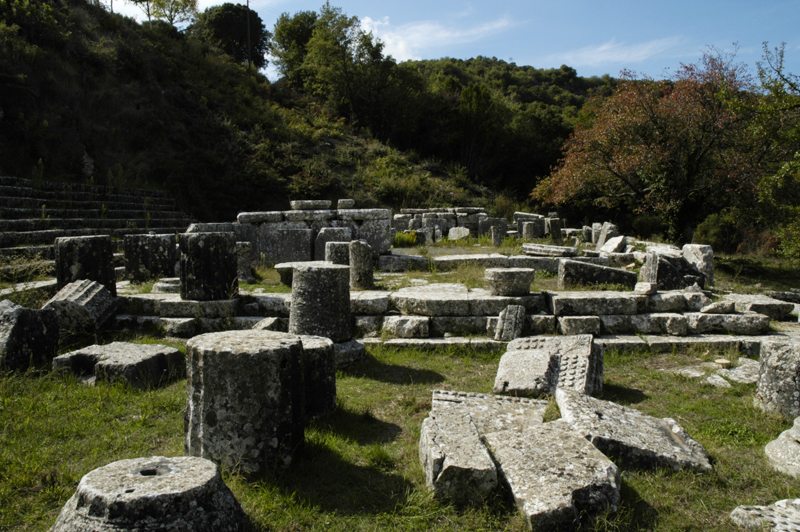
Святилище Деспины в Ликосуре

Деспи́на (Деспойна, др.-греч. Δέσποινα «владычица») — в древнегреческой мифологии эпитет дочери Деметры и Посейдона Гиппия, её подлинное имя Павсаний не раскрыл непосвящённым. Когда Деметра скиталась по земле, ею овладел Посейдон в образе коня. Согласно жителям Фигалии (Аркадия), Деметра родила не коня Ариона (как по другим сказаниям), а Деспойну. Алтарь Деспойны находился в Олимпии.
Святилище Деспины в Ликосуре является одним из самых важных святилищ древней Аркадии. По Павсанию, в святилище были каменные статуи Деметры и Деспины, сидящих на одном троне, Артемиды и титана Анита работы Дамофона. Святилище исчезло до конца римского периода.
Меле́на (Мелайна) — эпитет Деметры у фигалейцев, связанный с данным мифом. В гневе на Посейдона и в печали от похищения дочери она надела чёрные одежды и укрылась в пещере на горе Элайон. Её отыскал Пан и сообщил Зевсу, который послал к ней Мойр, и Деметра перестала печалиться. В пещере стояла статуя Деметры с лошадиной головой, к голове приделаны изображения дельфинов.